# Joe Gould
Joseph Ferdinand „Joe“ Gould (* 12. September 1889 bei Boston; † 18. August 1957 in New York City) war ein US-amerikanischer Autor und Stadtstreicher.

## Leben
Der Sohn einer gutsituierten Ärztefamilie studierte an der Harvard-Universität und schloss sein Studium 1911 mit magna cum laude ab. 1916 zog er nach New York City, wo er vor allem als Lebenskünstler und Stadtstreicher lebte. Nebenbei schrieb er an der mündlich überlieferten Geschichte The Oral History of Our Time, deren Inhalt er aus seinen alltäglichen Beobachtungen aufbaute, die er zum Beispiel in der Unterhaltung von Passanten einfing.
Bekannt wurde er unter dem Namen „Professor Seagull“; so auch der erste Titel des Journalisten Joseph Mitchell, der ihn innerhalb von zwanzig Jahren zweimal porträtierte. 1942 erschien ein Artikel in der Zeitschrift The New Yorker über diesen merkwürdigen Tramp, der Joe zu einer gewissen Popularität verhalf. „Professor Seagull“ deshalb, weil man ihn öfter schreiend und krächzend antraf und er behauptete, mit den Möwen sprechen zu können. Nachdem er 1952 auf der Straße zusammengebrochen war, lebte er die letzten Jahre in dem städtischen Hospital auf Long Island, wo er am 18. August 1957 mit 67 Jahren an Arteriosklerose und Senilität verstarb.
Seine Lebensgeschichte wurde auch zum Vorbild für eine Verfilmung 1999 mit dem Titel: Joe Gould's secret.
„Madam, es ist die Pflicht des Bohemiens, sich zu einem Spektakel zu machen“ ist als Ausspruch bei einem uneingeladenen Partyauftritt überliefert.

## Filme
- Stanley Tucci (Regie): Joe Goulds Geheimnis, Kinowelt Home Entertainment, München 2001 (Videokass., VHS, 103 Min.)